# グレナダ人民革命軍
グレナダ人民革命軍（ People’s Revolutionary Army (PRA) とはグレナダの正規軍で、親ソ、キューバ派のニュージュエル運動政権下で組織された。
1983年当時の兵力は1000~1200人程度であった。
装甲車や戦車などの兵器保有数はどれも一桁台であるが警察や、沿岸警備隊などの準軍事組織のみの国の多い東カリブ海地域ではトップクラスの軍隊だった。
主にキューバとソ連、北朝鮮の3カ国の支援を受けて拡大していったグレナダ人民革命軍だったが1983年、米軍のグレナダ侵攻によりニュージュエル政権が崩壊した事で、グレナダ人民革命軍は解体。そのためグレナダ人民革命軍は、1979年から1983年の僅か4年の期間だけ存在した。

## 北朝鮮によるグレナダ支援
北朝鮮はグレナダへの支援の一環として
1000丁の自動小銃(おそらく68式自動小銃)と36万発の弾丸、
50基の対戦車ロケット(おそらくRPG7)と500発の砲弾などの無償軍事支援を行う協定を結んでおり、(その支援の規模は1200万ドル相当である。)その一部が人民革命軍解体前に運び込まれていて、運用されていた可能性がある。

## 保有兵器
装甲車
- BRDM-2　2両
- BTR-60　1982年頃にソ連から8両を入手。

装甲戦力はこれだけで、PT-76　T54、T55などを保有していたという資料があるが確認されていない。
対空砲
- ZU23　おそらくソ連から入手した12門を保有。
- M-53　1950年代にチェコスロヴァキアがDshkをベースに開発した4連装対空機関砲。

キューバから入手した6門を保有。
野砲、無反動砲、迫撃砲
- Zis-3　キューバより4門を入手。
- M1937　BM37 82mm迫撃砲

第二次世界大戦中に使用されていた迫撃砲で、BM37は戦後も東側諸国が生産を行った。
人民革命軍は10門を保有。
- 56-2式75mm無反動砲

第二次世界大戦末期にアメリカが開発したM20を中国がコピーしたもの。
少なくとも8門を入手。
銃火器
- AKM
- PKM
- RPG7